# 2839 Annette
2839 Annette (1929 TP) là một tiểu hành tinh vành đai chính được phát hiện ngày 5 tháng 10 năm 1929 bởi Clyde Tombaugh ở Đài thiên văn Lowell, Flagstaff during his search for Pluto. Nó được đặt theo tên his daughter Annette.